# میراندا لمبرت
میراندا لی لمبرت (به انگلیسی: Miranda Leigh Lambert) (زادهٔ ۱۰ نوامبر ۱۹۸۳ در لانگویو، تگزاس) خواننده آمریکایی سبک کانتری و برنده جایزه گرمی است.
میراندا لمبرت نخستین بار در سال ۲۰۰۳ و پس از آنکه در فصل اول از سری مسابقات نشویل استار به جایگاه سوم دست یافت به شهرت رسید.
در سال ۲۰۰۵ نخستین آلبوم خود را به نام نفت سفید تحت برچسب اپیک رکوردز منتشر کرد. نفت سفید بیش از ۱٬۰۰۰٬۰۰۰ نسخه در ایالات متحده آمریکا فروخت. دوست دختر دیوانه سابق نام دومین آلبوم استودیویی لمبرت است که در سال ۲۰۰۷ و تحت برچسب کلمبیا رکوردز منتشر شد. تک‌آهنگ باروت و سرب از این آلبوم تبدیل به نخستین تک‌آهنگ میراندا لمبرت در بین ۱۰ ترانه برتر جدول موسیقی کانتری بیلبورد شد. انقلاب سومین آلبوم میراندا لمبرت بود که در سپتامبر ۲۰۰۹ منتشر شد. پنج تک‌آهنگ از این آلبوم عرضه شدند که از میان آن‌ها دو تک‌آهنگ دلی مثل مال من و خانه‌ای که من را ساخت در صدر جدول تک‌آهنگ‌های کانتری بیلبورد قرار گرفتند. خانه‌ای که من را ساخت چهار هفته متوالی شماره ۱ باقی ماند و تبدیل به موفق‌ترین تک‌آهنگ لمبرت شد.
میراندا لمبرت تاکنون موفق به کسب جایزه‌های آکادمی موسیقی کانتری و انجمن موسیقی کانتری شده‌است. وی نخستین جایزه گرمی خود را در سال ۲۰۱۱ و برای ترانه خانه‌ای که من را ساخت دریافت کرد.
لمبرت در اول نوامبر ۲۰۱۱ چهارمین آلبوم خود را از کمپانی موسیقی آرسی‌ای نشویل تحت نام ضبط چهار روانه بازار کرد. 

## ترانه‌شناسی

### آلبوم‌ها
- نفت سفید (۲۰۰۵)
- دوست‌دختر سابق دیوانه (۲۰۰۷)
- انقلاب (۲۰۰۹)
- ضبط چهار (۲۰۱۱)
- پلاتین (۲۰۱۵)